# Andreas Christian Hviid
Andreas Christian Hviid (20. oktober 1749 – 3. maj 1788) var en dansk filolog og teolog.
Andreas Christian Hviid var søn af provst Matthias Hviid, og blev født i København. Efter at have modtaget undervisning i hjemmet kom han 1763 i Roskilde Skole, fra hvilken han blev dimitteret 1769. Han valgte det teologiske studium, men det var kun den filologiske og kritiske side af dette, som interesserede ham; han havde tidlig læst Den savoyardiske Præsts Bekjendelser og derigennem fået "Modbydelighed for den Slags Dogmatik, der vel driver paa Bibelen som Grunden til vor Tro, men uden at hente skarpe Beviser af denne".

## Udlandsrejse
Da han 1777 ved Ove Høegh-Guldbergs protektion fik et rejsestipendium, tog han til Göttingen for under Johann David Michaelis’ og Christian Gottlob Heynes vejledning at dyrke de østerlandske og klassiske sprog og skærpe sin kritiske Sans. I efteråret 1778 forlod han den lille tyske universitetsby for over Wien, hvor han ville kollationere nogle bibelhåndskrifter, at nå Italien.
I Wien kom han i nærmere forbindelse med ærkebiskop Christoph Anton von Migazzi og den lærde pavelige nuntius Giuseppe Garampi, der anbefalede ham til kardinal Giovanni Francesco Albani, den gang forstander for det vatikanske bibliothek, og til propagandaens sekretær, den senere kardinal Stefano Borgia.
Under et 15 måneders ophold i Rom fortsatte Hviid kollationeringen af bibelhåndskrifter, og ved indfødte læreres hjælp blev han bedre hjemme i de østerlandske sprog. Som en prøve på sine studier udgav han det 49. kapitel i Genesis efter en arabisk oversættelse i en samaritansk triglotte på det Barberiniske Bibliotek. Tillige granskede han flittig i Roms kunstsamlinger, og i kunstnernes kreds var han en hyppig gæst. 1780 forlod han Rom for over Paris og Holland at vende tilbage til København.

## Hjemkomst og udgivelsen af rejsedagbogen
Kort efter sin hjemkomst i 1781 blev han provst ved Kommunitetet og Regensen med titel af professor, og i de følgende år holdt han eksegetiske og hermeneutiske forelæsninger ved Københavns Universitet.
Han havde hjembragt adskillige frugter af sin flid i Wien og Rom, men kun få af disse kom læseverdenen til gode. Derimod lykkedes det ham 1787 at få udgivet 1. bind af den dagbog, han havde ført på sin rejse, og et brudstykke af 2. del, som var trykt før hans død 3. maj 1788, udgav Anders Gamborg efter først på sin døende vens forlangende at have tilintetgjort den endnu utrykte del. Gennem disse dagbogsoptegnelser med de mange indstrøede sentenser lærer vi Hviid at kende som en elskværdig og beskeden mand og som en afgjort tilhænger af den da herskende rationalisme.
1782 havde han ægtet Maria Sophie Munk, datter af justitsråd, sekretær og revisor ved postvæsenet Søren Munk; hun overlevede ham.
I 2005 blev Hviids dagbog genudgivet på Forlaget Vandkunsten.